# 宮廷女官チャングムの誓い
『宮廷女官チャングムの誓い』（きゅうていにょかん チャングムのちかい、原題朝: 大長今（대장금））は韓国MBCにて2003年9月15日から2004年3月30日まで放送されたテレビドラマ（時代劇）。実在した人物をモデルとするフィクション歴史ドラマ。

## ストーリー
朝鮮王朝の第10代国王である燕山君（ヨンサングン）の生母・尹（ユン）氏毒殺に関与したとして誅殺された軍官（武官と訳されている。以下同じ）徐天壽（ソ・チョンス）と、宮廷の混乱のなかで、陰謀を知ってしまったために謀殺された宮女（女官と訳されている。以下同じ）朴明伊（パク・ミョンイ）との間に生まれた娘・徐長今（ソ・ジャングム）は、母の「水剌間（スラッカン=王の御膳を作る厨房）の最高尚宮（チェゴサングン）だけに伝えられる秘伝の書に母の無念をつづる」という遺志を叶えるため女官となるが、謀反に関与したという無実の罪を着せられ、奴婢（ぬひ、ノビ）の身分に落とされる。しかし医女となって宮廷に復帰し、母の夢・最高尚宮を経て、ついには第11代国王・中宗の主治医になり、"大長今"（テジャングム）の称号を与えられるに至るまでを描く、サクセスストーリーである。
「悲しんではだめ、泣いてもだめ、簡単に諦めてもいけません」との母の教えを一生にわたって守り抜き、母の親友とは知らずにハン・ペギョンのもとで修業をし、尊敬・信頼関係で結ばれ、親友である李連生（イ・ヨンセン）との友情を育み、ライバルの崔今英（チェ・グミョン）との料理対決、閔政浩（ミン・ジョンホ）との恋愛を通し、数々の策謀に翻弄されつつも強く生き抜こうとするチャングムの姿を描きながら、華麗な朝鮮文化や宮廷料理の数々、当時の朝鮮の医術も紹介されている。ただ大きく見れば「勲旧派」としてのオ・ギョモ－チェ・ソングム－クミョン派 VS 「士林派」としてのミン・ジョンホ－ハン・ペギョン－チャングム派の壮絶な権力闘争ドラマとも言え、この権力闘争がある種の「魅力」ともなっている。

## 韓国での放送
当初は全50話で、水剌間時代は17 - 20話程度までの予定だったが、放送が始まると、連日50%を越える視聴率を獲得した。とりわけ、ハン尚宮（ハン・ペギョン）（韓白榮（한백영）・韓愛鐘（한애종））役のヤン・ミギョン（梁美京）に対する視聴者からの人気が予想以上に高まった。急遽、水剌間の時代を10話ほど延長し、話の展開が間に合わなくなり、全54話に延長された。

## 史実との違い
史実としては『朝鮮王朝実録』の『中宗実録（チュンジョンシルロク）』に大長今と呼ばれて重用され、王の主治医となった医女がいたことが書かれている。大長今に関する記述は中宗実録に10箇所あるが、王の主治医を務めたとされる記述は、中宗39年（1544年）10月の『予證女醫知之』（予の証は女医これを知る）という一行のみである。
放送大学教授対談で、高橋和夫の『宮廷女官チャングムの誓い』は「歴史にどの程度まで忠実なのでしょうか」という質問に対して、朝鮮史学者の吉田光男は、「結論から言いますとほぼ100%フィクションで史実には基づいておりません」と回答している。
古田博司は、史実との違いを以下のように指摘している。
1. 李氏朝鮮では、女子が宮中に出仕すると王様と疑似婚姻関係に入るので一生外に出ることができず、チャングム女史のように出たり入ったりはできない。
2. 李氏朝鮮は中国の清や日本の江戸時代とは異なり、イノベーションに反対的であり，低レベルの実物経済で500年間も統治していた。1805年に儒学者・鄭東愈（朝: 정동유）が著した『晝永編』には、「（我が国の拙きところ）針なし、羊なし、車なし」とある。実際、針は衣類に穴が開くくらいの粗雑なものでしかなく、中国から買っていた。車もそれ自体は西洋文化が流入するまでは当然普及していない。何故なら木を曲げる技術がなく、李氏朝鮮には樽もなく、液体を遠方に運ぶことすらできないほど停滞した時代であった。『宮廷女官チャングムの誓い』は色彩にあふれているが、ほんとうは顔料がないので民間に色はなく、上流階級だけは中国で交易する御用商人から色のある布を買っていた。中国の清でも日本の江戸時代でも陶磁器に赤絵があるが、朝鮮には白磁しかなく、民衆の衣服が白なのも顔料が自給できないからである。柳宗悦がいう「朝鮮の白は悲哀の色」というのも、今では真っ赤なウソである[3][4]。

本物の歪曲なら、実は朝鮮時代の宮廷料理師は男がメインだったし、女性は主に補助役だけをしたということだ。 これは男性シェフが圧倒的な現代も同様に、料理は多くの体力と力を要求する。
NHKの放送では中殿を「皇后」と訳していたが、宮脇淳子は、「皇后」とは「皇帝」の妃の称号であり、中国皇帝の臣下である朝鮮国王の妃が「皇后」を名乗ることは歴史学的にあり得ない、と指摘している。

## 登場人物
-()はNHK吹替え版の声優。

### 主要登場人物
- ソ・ジャングム（チャングム）（徐長今）/ テジャングム（大長今）：イ・ヨンエ（生田智子）/ 少女期：チョ・ジョンウン（黒葛原未有）

この物語の主人公。水剌間内人（スラッカン ナイン。内人は女官と訳されている。以下同じ）、出納尚宮（出納係）を一時兼務、内医院医女（ネウィウォン ウィニョ）、母の夢・水剌間最高尚宮を経て、正三品堂上官（チョンサンプム タンサングァン）に相当する大長今の称号を受ける。
天賦の才能と屈強な精神力で、母の遺志を継ぐべく、さまざまな障害を乗り越えながら、水剌間の最高尚宮を目指すが頑固な一面もあり、それがもとで自ら危機を招く事も多い。その半生に、多くの出会いと別れを経験し、人として強く、たくましく成長し、女性でありながら朝鮮史上初の国王の主治医となる。
チェ一族崩壊の後、水剌間最高尚宮代行（暫定ながら第15代）を務め、卓越した料理の腕を存分に披露した。瀕死の国王中宗の密命によってミン・ジョンホのもとに送られ彼と結ばれ、娘のソホンを産んで一児の母となる。
- ミン・ジョンホ（チョンホ）（閔政浩） ：チ・ジニ（井上倫宏）

内禁衛従事官（ネグミ チョンサガン）　従六品（チョンユップム）、全羅道右水営済州鎮万戸（チョルラドウスヨンチェジュチン マンホ）　従四品（チョンサプム）、司憲府（サホンブ）執義（チビ）　従三品（チョンサンプム）、そして承政院同副承旨（スンジョンウォン トンプスンジ） 兼 内医院副提調（ネイウォン プジェジョ） 正三品堂上に昇格。若くして科挙の試験に合格した秀才。武芸に秀で、文官でありながら武官の任務にも就いている。
倭国の密偵を追跡中に不覚をとり重傷を負って失神する。偶然通り掛かったチャングムから手当てを受け命を助けられるが、意識を取り戻す前に立ち去った落とし物のノリゲ（装身具）の主を命の恩人として探すようになる。ノリゲの持ち主が既知の間柄だったチャングムだったと知り、また彼女のひたむきな姿勢に惹かれ、その助けとなりたい一心でチャングムが配流された済州島（チェジュド）の海軍武官になるという大胆な行動も取りつつ、次第に距離を縮めていく。またクミョンの想いに薄々感づいていた節が見られる。
中宗がチャングムを自分の主治医にすると宣言したとき、他の臣下が反対する中、一人これを推進する。それにより流刑にされるが、やがて瀕死の中宗の密命で送られてきたチャングムと再会を果たし、中宗没後には中宗のもとに戻ろうとしたチャングムを引き連れ、その後夫婦となって娘のソホンをもうける。
- チェ・グミョン（クミョン）（崔今英） - ホン・リナ -（山像かおり）/ 少女期：イ・セヨン（李世榮）-（永田晃子）

水剌間女官、水剌間尚宮　 正五品（チョンオプム）を経て、第14代水剌間最高尚宮　 正五品となる。チャングムの幼少期からのライバル。
女官見習いの頃から料理の天才と称えられ、プライドも高いが、料理の求道者であり、師である叔母のソングムが謀略や財力・政治力など料理以外のことでのし上がろうとしていることを快く思っていない。ソングムが最高尚宮の座を争う料理対決で敗北して以来、チェ一族でありながらペギョンやチャングムの料理人としての姿勢に影響を受ける。
ソングムの後継として宮中に上げられる前からチョンホに恋心を抱いており、チョンホもチェ一族の中では異質の人物として信頼しているが、王以外の男性への恋が許されない女官という立場で、なおかつチョンホの気持ちはチャングムに向いており、うまくいかない。その一方でチェ一族としての与えられる使命に翻弄され、「料理」と「恋愛」と「一族」の間で葛藤を続けることになる。
免職された後に、ソングムから処分するように言われていたミョンイの手紙をチャングムに返し、宮中から去る。
- 国王・中宗（チュンジョン） - イム・ホ -（菅生隆之）

先代国王であり異母兄である燕山君の暴政に堪えかねた勲旧派の武官のパク・ウォンジョン（朴元宗）、およびソン・ヒアン（成希顔）、ユ・スンジョン（柳順汀）らが起こした宮廷クーデター（中宗反正）で擁立された朝鮮第11代国王。即位前は晋城大君（チンソンデグン）と呼ばれていた。原因不明の皮膚病を抱える身体の弱い人物。
クーデターの蜂起の知らせを託された幼少のチャングムと出会い、水剌間の女官になりたいとのチャングムの直訴を受け入れる。その後、女官として成長したチャングムを絶賛し、また持病の原因を突き止めた医女としてのチャングムの医術と功績を高く評価し、大臣たちの反対を押し切って自身の主治医に任命する。他方、王という孤独な立場から、真心あるチャングムを信頼し、やがて密かに心惹かれるようになるが、医者として活躍の場を与えるべきか、女性として側室に迎えるべきか、チャングムへの「愛のかたち」でゆれることになる。
内政面では国政の改革を度々望むも、クーデターの功臣たち（靖国功臣）と利害が衝突し、思うにまかせなかった。晩年、重い腸閉塞にかかった事で、病の床で自らの死期を悟り、王命としてチャングムを密かにチョンホの元に送った後に病没。
- カン・ドック（トック）（姜德九） - イム・ヒョンシク -（佐々木梅治）

チャングムの養父。宮廷に仕える通いの料理人（熟手）で腕は確かだが、憎めないおっちょこちょいな性格。恐妻家で妻の尻にしかれているが、お似合いの夫婦。
妻に隠れて商品の酒を飲むのを楽しみにしている。酒や人参をくすねたり、宮廷内でいかがわしい画や怪しげな薬を高値で売りさばいたりすることは日常茶飯事だが、根は悪い人ではない。
実子として息子イルド（チャングムより年上）がいたが、チャングムの宮中入りの後に疫病で死亡。硫黄アヒル事件の後、もう一人息子イドが生まれたが、こちらも幼くして疫病で死亡している。幼い実子2人を病で失ったためか、チャングムを実の娘のように溺愛している。
- カン・ドックの妻 ナジュテク（羅州宅） - クム・ボラ -（つかもと景子）

トックの妻で、チャングムの養母。醸造業を営んでいる。ケチで計算高く口は悪いが、根は優しく心温かい人。本名は不明。ナジュテクは通称であり名前ではない。
- ハン・ペギョン（韓伯榮） - ヤン・ミギョン -（小野洋子）

水剌間女官、水剌間尚宮　 正五品を経て、第12代水剌間最高尚宮に昇格。低い身分の出身だが、ミョンイに料理を褒められたことをきっかけに女官となって以来、ミョンイとは親友同士になる。その機転によりミョンイの命を救うことになるが、結果的にミョンイの力になれなかった自分を責め、心を閉ざす。その後、宮中に入ってきたチャングムを親友の娘だとは知らずに師となる。
口数は少ないが料理人としての生き方に厳しい。才能はあるが不器用な性格のチャングムに目をかけ、幼い頃から徹底的に鍛える。その教えはチャングムの人生に非常に大きな影響をもたらしていく。
料理の腕は秀逸で、チョン・マルグムの「志」を引き継ぎ、ソングムと最高尚宮の座を争い、見事にその座を勝ち取った。最高尚宮となった後にチャングムがミョンイの娘だと知りチャングムと喜び合うが、その直後にチェ一族の謀略により「硫黄アヒル事件」の犯人とされてしまう。チャングムと共に済州島に流刑となるが、拷問による衰弱により護送中に息絶えてしまう。
- チェ・ソングム（崔成今） - キョン・ミリ -（宮寺智子）

水剌間女官、水剌間尚宮 正五品、第13代水剌間最高尚宮 正五品を経て、王宮提調尚宮（チェジョサングン）正五品となる。
チェ一族は、第5代国王・文宗（ムンジョン）の時代から女性は女官として仕える。最高尚宮になることで水剌間を牛耳り、男性はその特権を利用して商いを行い財をなしてきた。
幼少の頃はペギョンやミョンイと仲が良く、そのような回想シーンもあった。しかしチェ一族の繁栄のために手段を選ばないという一族の一員としての「使命」の前に、若い頃は葛藤するものの結局は抗えず、そのうち「使命」に何の疑問も持たなくなり、それの妨げとなる数々の女官らを失脚させ、かつての友人や部下であるペギョン、ヨンノら女官も容赦なく手にかける。さらにはチャングムがミョンイの娘と知るや追放を企む。
チェ一族の者として権勢を振るい、反面その悲しみも恨みも一身に引き受けるが、なおかつ一族の者として生きることに徹しようとする。女官は生涯独身（形式的には王の妻）となるため、姪のクミョンを自分の跡継ぎにさせようと工作する。
後に悪事が全て白日の下に晒されると、宮中から脱走。ミョンイの墓に訪れ、散々迷った末自首しようと王宮に戻る途中、崖から転落。ペギョンとミョンイと共に過ごした幼少の日々を回想しながら崖底に消え、捜索していたチョンホにより死体として発見された。チャングムからは転落死したと伝えられたが、その死が宮中にも知れ渡ることとなる（そのことを知ったクミョンが獄中で泣き崩れる描写があった）。
- オ・ギョモ（ギョムホ）（呉兼護） - チョ・ギョンファン -（村松康雄）

宮廷の権力者。燕山君の悪政を危険を顧みずクーデターによって終わらせ、中宗を国王にした人物の一人（靖国功臣）。承政院同副承旨（スンジョンウォントンブスンジ）から官職を始め、硫黄アヒル事件で臨時職の推鞫官を務める。司饔院の副提調、提調と兼任し、右議政（ウウィジョン）兼 内医院都提調（ネイウォン トジェジョ） 正一品。
かつては科挙にも応募せず無官であったが、クーデターに参加して手柄を立て、一挙に堂上官となる。チェ一族と手を組み、収賄を受ける事での財力により宮廷での発言権を強めた。後に悪事が全て発覚して免職、黒山島へ遠島になった。
- チェ・パンスル（崔判述） - イ・ヒド -（小川真司）

ソングムの兄でチェ一族の当代の頭首。大商人。中人。先王・燕山君の御代ではイム・サホン（任士洪）についていたが、オ・ギョモと結託し宮廷内への物品の納入権など独占している。最高尚宮の競い合いの時にソングムに内緒でヨンノらを使い、ペギョン拉致などの妨害を裏で行い、逆にソングムを呆れさせた。
後に悪事が全て発覚して逃亡するも、逃げる事を予測していたカン・ドックに捕まり、棒刑の上で奴婢として咸鏡道の鉱山で働かされる事になったが、その棒刑の傷が原因で移送の途中で死亡する。
- チョン・マルグム（丁末今） - ヨ・ウンゲ -（寺田路恵）

水剌間最高尚宮 正五品。両班出身。すでに老齢で、かつては最高尚宮の候補にもなったことがある隠れた実力者だが、自ら権力争いから引いた役職（醤庫尚宮-調味料や漬物を管理する尚宮）に就いていた。見習い期間中のヨンセンの師となり、ヨンセンやチャングムを娘のように可愛がる。
チェ第10代水剌間最高尚宮が病で引退したとき、権力に興味が無いことから適任不在の中「操り人形」の最高尚宮としてパク・ヨンシンやチェ・ソングムらに推され、第11代水剌間最高尚宮に就く。
詩歌を愛する風流人で、ひょうきんで飾らない性格だが、その志は高く、人の口に入る料理を政争に利用することを嫌い、その「志」に関しては権力者との衝突も辞さず、したたかな駆け引きも見せる。また、身分や家柄に関係なく料理人として実力ある者を登用しようとし、最高尚宮を競合で決めることを提案するが、人事権を失うヨンシンや要職を身内で固めたいチェ一族の反感を買う。
チェ一族に牛耳られた水剌間の改革を決意するも、志半ばで病に倒れ、チャングムにハン尚宮を支えるようにと遺言を残し、亡くなる。
- パク・ヨンシン（朴容信） - パク・チョンス -（駒塚由衣）

王宮提調尚宮（女官長） 正五品。NHK版では主に「女官長」と呼ばれ、名前はヨリの口から一度出たのみ。チェ一族に加担しソングムを最高尚宮にするために手を貸す。
後にソングムにより収賄を暴かれ失脚させられてしまうが、自身が助けたヨリを使ってチェ一族の地位を失墜させようと目論むも、ソングムに弱みを握られたことで側近の元世話尚宮に証拠となる書状を託し出家した。
- シン・イクピル（申益弼） - パク・ウンス -（諸角憲一）

典医監（チョニガム）医学教授 従六品、内医院主簿（チュブ）従六品を経て内医院僉正（チョムジョン 医局長）従四品に昇格。医女研修の担当。優秀な医務官として順調に出世していたが、誤診により重臣を死なせた経験を持つ。
自分の知識に傲慢になり患者と向き合う謙虚さを失っていたチャングムを一喝し、「医者には、聡明な人間より、深みのある人間がなるべきだ。深みを持て。」と諭した。内医院復帰後も、チャングムの医術を高く評価しつつ、一切の私情を排除してその厳格な姿勢は揺らぐことがなかった。中人出身。
- 中殿（皇后、文定王后【ムンジョンワンフ】・尹氏） - パク・チョンスク（本職はアナウンサーで女優としては初出演） - （山本郁子）

中宗の王后。史実では（政敵を次々毒殺したと推定され）息子・明宗代に政治の実権を握って一族政治を行った悪女（毒婦）、もしくは先々代国王・成宗の母の仁粋大妃と並ぶ女傑（鉄の女）とされるが、本作では聡明な女性として描かれている。
聡明ゆえに自らの判断により、国法を犯したチャングムを勝手に助けて隠密に王の病気を調査させるなど、手法としてはしきたりや組織を無視した単独行動が多いため、既得権を侵されたくないオ・ギョモ等大臣たちからは嫌われている。チャングムと関わることが多く、その人柄に全幅の信頼を置くようになる。
中宗の第1王后の端敬王后は中宗即位から数日後に廃妃され、第2王后の章敬王后が早逝したため、文定王后は中宗の第3王后にあたる。
- イ・ヨンセン（李連生） - パク・ウネ -（八十川真由野）

水剌間女官、承恩尚宮（スンウンサングン、吹替え版では特別尚宮）正五品、淑媛（スグォン）従四品を経て、昭媛（ソウォン）正四品に昇格。チャングムとは同期の女官で親友。水剌間で師事していたチョン・マルグムを母と慕っていた。
普段は気が弱くどこか頼りないが、親友や師匠のためには勇気を振り絞る、心優しい性格である。ヨンノとは反りが悪くけんかばかりしているが、ヨンノがチェ一族に口封じで殺害された時は涙を流しており、ヨンノの死を悲しんでいる。後に、済州島に流されたチャングムを思って泣いていたところ、偶然通りかかった中宗に気に入られ、側室に迎えられて翁主（庶出の王女）を産む。出産の際に出血が止まらず、意識不明の重体に陥ってしまうも、チャングムによる懸命な蘇生術で一命を取り留めた。
最終回でチャングムの生存とチョンホと共に都に戻ってきた事を知り、彼女らの身分回復を真っ先に進言し、2人を宮中に戻す懸け橋となった。
※NHK版ではシン・イクピル、中殿、イ・ヨンセンはオープニングに登場していないが、韓国での本放送時には後半から登場していたため、「主要人物」として記述する。（後半にはいなくなるハン・ペギョン、チョン・マルグム、パク・ヨンシンと入れ替え）。しかし、基本的にDVDなどでは登場していないが米国版のDVDでは登場している。

### 水剌間（スラッカン）の人々
ミン・グィヨル（ギヨル、ギリョル）（閔基烈・閔貴烈） - キム・ソイ -（玉川紗己子）
水剌間女官、水剌間尚宮 正五品 至密尚宮 正五品を経て、第17代水剌間最高尚宮 正五品に昇格。「細く長い」宮廷生活がモットー。技術面ではペギョンやソングムに劣るものの、くし焼きにかけては水剌間一。おしゃべりで調子が良く、長いものに巻かれる人物だが、人がよく、欲のない心で料理をするため、結果的にチョン・マルグムの「志」を引き継ぐことになる。
表には出さないが本当はペギョンを慕っており、それをソングムに気付かれて嫌われ、冷遇されていた時期がある。
ノ・チャンイ（盧昌伊） - チェ・ジャヘ -（片岡身江）
水剌間女官から水剌間尚宮 正五品になる。チャングムと同期の女官。軽い性格でいつもミン尚宮の側にいる。チェ・ソングム役のキョン・ミリの役作りの助言から、つまみ食いをするキャラクターになった。初期はヨンノらと一緒にチャングムに意地悪をしたこともあったのだが、いつの間にかチャングムやヨンセンと仲が良くなった。
なお尚宮に昇進した姿が映るのは、最終回で宮中に戻ったチャングムと再会を果たした時のみである。
ユン・ヨンノ（ヨンロ）（尹令路） - イ・イプセ -（石塚理恵）
水剌間女官からチェ提調尚宮（女官長）の世話尚宮（スバルサングン 提調尚宮の世話をする尚宮）になる。チャングムと同期の女官で、ユン・マッケの姪。意地悪な性格で、叔父マッケの羽振りがよいのを鼻にかけ、チャングムやヨンセンには見習いの頃から嫌がらせをしたり濡れ衣を着せたりして苦しむ様を見て楽しんでいた。料理の腕は良くないと見られる描写がある。人の動きを用心深く監視するのに長けていて、チャングムに彼女の母ミョンイが書いて残した手紙を見つける。
最高尚宮の競い合いの際には、叔父の命によるチャングムらへの妨害を巧妙かつ嬉々として行った。したたかな一面もあり、保身のためにチェ一族の手下となる。しかしチェ一族の立場が危うくなるとヨンセンに取り入ろうしたが、逆にヨンセンの怒りを買ってしまう。その後、チェ一族の者達に口封じとして殺害される。
チョバン（調方） - イ・ヘサン - （山崎美貴）
水剌間女官。チャングム達よりも年長で、よく年下のセンガッシ（見習い女官）達をこきつかい辛くあたっていた。クミョンがチェ尚宮らに特別待遇を受けるのが気に入らない。第14話以降は登場しない。
ホンイ（虹伊） - ノ・ユン -（※山本雅子→清水香里）※第6話のみ。
水剌間で下働きをしているムスリ（奴婢）。女官より身分が低い。権力争いとは無縁の立場であるため、硫黄アヒル事件の検証では、その場で硫黄アヒルの安全性を身をもって確認する試食の係を命じられ、オ・ギョモらの目論見どおりに体調を崩し、このことがペギョンやチャングムの反逆罪の決定的な証拠とされる。
しかし、実は検証の前にそのような展開を読んでいたクミョンの指示を受けたヨンノに呼び出され、王と同じ症状が出るような毒を仕込んだアワビの甘露煮を食べさせられていた。
サリョン - チョン・ヘウォン - （折笠愛）
チェ一族の後継者。チェ・グミョンの姪。幼かったがゆえに硫黄アヒル事件には完全に関与しなかったためか、クミョンが残した最後の火種という形で一族の中で唯一宮中に残った。その際、クミョンにチャングムを呼び出すよう言われる。

### 内医院（ネイウォン）の人々
チョン・ウンベク（鄭雲白） - メン・サンフン -（後藤哲夫）
茶斎軒（タジェホン）主簿（チュブ） 従六品（チョンユップム）、内医院主簿（ネイウォン ヂュブ）＝（医務官） 従六品そして内医院判官 従五品に昇格。宮中の閑職である茶斎軒（NHK版では「菜園」）の責任者として登場。当初は自暴自棄な酒浸りであったが、無断で宮中を抜け出した罰として、茶斎軒に左遷されたチャングムと出会い、その運命を大きく変えていく。
チェ一族の扱う薬草の輸入の妨げとなるとして菜園を荒らされたことで、逆に芝居を打って国産の薬草を広めた功績により医務官として返り咲く。味覚を失ったチャングムが訪ねた際には養蜂をしており、蜂の針を試して欲しいと頼まれた時は引き止めたものの、最終的には根負けしてチャングムに蜂の針を打ち、結果的にチャングムの味覚を治すことに成功した。
後に持病の治療法を求めて済州島で薬草を探していたときにチャングムと再会した。チャングムが医学を志した理由が復讐のためだと知り、一抹の不安を抱くものの、後に医術と復讐を両方成し遂げたチャングムに関心していた。
チョン・ユンス（鄭潤壽） - チョン・インテク -（石住昭彦）
内医院の下級医務官から内医院主簿 従六品を経て内医院正（医局長、略して内医正、ネイジョン）正三品堂下官になる。誤診疑惑をきっかけに、陰でチェ一族につながり、自己保身のためにペギョンと女官時代のチャングムを陥れ、更に医女・チャングムを追い出そうと画策する。しかし医師としての良心の呵責に苦しむ。
王の健康状態から、誤診・「硫黄アヒル」の安全性・チェ一族の謀略に至るまで、「事件」の全貌を知るため、のちに事件解明の鍵を握る人物として関係者から重要視されることになり、その後免職処分を受ける。
チョ・チボク（趙治福） - チ・サンリョル -（多田野曜平）
内医院奉事（ネイウォン ポンサ） 従八品。両班出身の医師。最初の方こそチャングムを医女風情と見下していたが、チャングムに好意を寄せ、いつも肩を持っている。お調子者で言い訳上手な実力の怪しい人物。両班出身や親のコネで現在の役職に就いていることや自分の実力は自覚している。
ケグム（啓卿） - キム・ソニョン -（丸山真奈実）
内医院御医女（医女長）。内医院の医女を束ねる立場上、何かと内医院の秩序を乱すことの多いチャングムに厳しい。
シンビ（信非） - ハン・ジミン -（花村さやか）
内医院医女。チャングムと同期。子供の頃、貧しさのため病気が治療できず困っていたところを医者に助けられて以来、「（感謝の気持ちがあるなら）世の中にお返ししなさい」という恩人の言葉を胸に、医女を志す。
医女としての才能は天才肌のチャングムと比べると見劣りがするが、慎重な行動と誠実な心で患者と接する態度が彼女の徳であり、チャングムも尊敬している。その謙虚さから、医女研修担当のシン教授に、医女としての資質を最も高く評価されている。知識の豊富なチャングムを尊敬し、他方でチャングムに医女として大切なものを気付かせるなど、お互いに一目置く間柄で、内医院におけるチャングムの良き理解者・良きパートナーとなる。
パク・ヨリ（朴烈伊） - イ・セウン -（山辺有紀）
内医院医女。幼い頃に両親を失いヨンシン女官長の庇護を受け、恩義を感じている。失脚させられたヨンシンの身分回復を画策し、チェ一族を追い落とす工作のため、味方を装ってチェ一族に接近するが、ヨンシンとのつながりをソングムに見破られ、チェ一族の側に取り込まれる。同様に内医院の中でチェ一族につながる人物として、ユンスと行動を共にすることが多い。
腕は確かだが、医術でチャングムに恥をかかされたことで敵視するようになる。内医院におけるチャングムの先輩格だが、チェ一族がチャングムを邪魔に思っていることを察知し、チェ一族の信頼を得るため、チャングムを内医院から追い出すべく、善人を演じながら影ではあの手この手で罠にはめるが、更にその裏でクミョンが使っている薬味入れにワライダケの粉末を仕込んで、チェ一族を窮地に追い込んだ。結局その後、チェ一族に関わった罪を問われ、ユンスと同じく免職処分となった。
ウンビ（銀非） - イ・スンア -（佐藤あかり）
内医院医女。何かと目立つチャングムに嫉妬し、冷たい態度で接するが最終回でようやく和解し、共に切磋琢磨することを誓う。
ピソン（非先） - キム・ミニ -（込山順子）
内医院内医女（ネイウォンネウィニョ、訓育医女）。ウンビと同様にチャングムに冷たい態度で接することが多い。こちらも最終回で和解する。
チョドン（調同） - カン・ジョンファ -（阿部桐子）
内医院医女。チャングムと同期。恵民署配属だったが、問題を起こして追放されるチャングムとシンビの代役として内医院に異動となり、2人の残留後も内医院に留まる。朗らかで陽気な医女。何でも知っているような顔をしてしまうお調子者。
チョボク（草福） - チョン・スヨン -（江間直子）
内医院医女。チャングムと同期。恵民署配属だったが、問題を起こして追放されるチャングムとシンビの代役として内医院に異動となり、2人の残留後も内医院に留まる。少しおしゃべりな医女。
シヨン（施然） - キム・ドヨン -（山田里奈）
チャングムが味覚を失ったときに相談に乗った医女。
イ・ヒョヌク（李顕旭） - ソン・ドンウン -（池田勝）
両班出身の医師（儒医）。チャングムの医女研修を担当した教授の一人。王命に違反して医女研修生を宴席に侍らせていたが、チャングムとシンビがこれに反抗・拒否した事に激怒、落第させて追放するようにイクピルに散々働きかけていた。
試験で2人のみならず医女全員を落第させるというイクピルの奇想天外な行いによって、宴席に侍らせた事実を王に知られた上、王命に逆らっていた事で王からの怒りを買って罷免される。大妃の遠い親類。
ソンドル - ヒョンジン -（藤原堅一）
内医院の薬房で下働きをしている男性。両班であるチョ・チボクに日常的に威圧されるが、露骨にうんざりした態度を見せたり反発をして余計に怒られる。

### 内侍府（ネシブ）の人々
長番内侍（チャンボンネシ） - シン・グク -（村田則男）
内侍院尚醞（ネジウォン サンオン） 正三品堂上から内侍院尚膳 従二品に昇格。王の身の回りの世話をする内侍府の長官（宦官）で、チョン尚宮とは交流があった。公正であるが形式ばってはおらず温厚で高潔な人柄で、政争から常に距離を置いているため、中宗の厚い信頼を得ている。宦官の為にヒゲは生やしていない。名前は不明。
監察内侍 - イ・キョンウォン -（原康義）
内侍府長官の部下。不言実行を体現したかのように無口かつ役職に忠実。禁を犯したチャングムを取り調べることもあり、後ろめたい事があったのか、ソングムに弱味を握られた事もある。
後に、王と長官の密命を受けて、チョンホとチャングムを逃す手助けをする。残ろうとするチョンホに対し、逃亡とチャングムの保護を職務とする王からの最後の勅命書を手渡した。また、二人と共に明に渡る事も命じられていたため最終回で二人の逃亡に同行していたが、王の崩御にチャングムが都に戻ろうとした時に追っ手が目前に来ている事を知り、自ら追手の足止めをして二人の逃亡を助けた。

### 王族の人々
大妃(テビ)/皇太后 - オム・ユジン -（谷育子）
貞顕王后 尹氏。中宗の生母。伝統と秩序を重んじる人柄で基本的に公明中立だが、中宗を最も愛するが為に道理を超えることもあった。女官時代のチャングムが試験で作ったスンチェの饅頭（マンドゥ）を気に入り、失格を取り消して合格にするよう指示する。出生後すぐに母と死別した、オ・ギョモ等が後押しする章敬王后の子の東宮（世子→仁宗）を溺愛しているため、オ・ギョモやチェ一族に理解がありなおかつ王の意思すらも左右し得る立場の人物として、彼らにしばしば政治利用される。
親族であるイ・ヒョヌクが医務官を罷免されたことを根に持ち、発覚の原因をつくったシン・イクピル医務官を「粗末な医務官」と呼んで嫌い、その治療を拒んでいた時期がある。
王世子（仁宗（インジョン）） -
王世子（ワンセジャ）冊封前は、元子と呼ばれる。章敬王后の長男。オ・ギョモが後ろ盾となっているが、幼い頃より重い「厥心痛」（けっしんつう＝狭心症）を患い、先は長くないであろうと宮中では噂されている。しかし、少しでも王位に着けばその間に自分の子（キョンウォン王子）が苦しい立場に追い込まれることを心配した皇后（文定王后）の指示を受けた尚宮が、病気に乗じて密かに殺すことをチャングムに命じる。しかし、チャングムはこれを拒否。のちの第12代国王、仁宗となる。
周囲の心配のとおり、即位して数ヶ月後（史実では即位しておよそ9ヵ月後に崩御している）に若くして亡くなったため、結果としてチャングムとチョンホの身分回復を早めることになる。
キョンウォン（慶源）王子（慶源大君（キョンウォンデグン）-（こおろぎさとみ）
王と文定王后の長男で王世子の異母弟。不治の病と言われる天然痘にかかるがチャングムの治療により完治する。のちの第13代国王、明宗（ミョンジョン）となる。

### その他の人々
ソ・チョンス（徐天壽） - パク・チャンファン -（小山力也）
チャングムの実父で、元 内禁衛(ネグミ;親衛隊)所属の武官。宮中の抗争で世子・隆（ユン、後の燕山君）の生母廃妃尹氏の処刑を命じられた。その夜、気分を紛らわす為に深酒していたところ夢かうつつか仙人のような老師から3人の女性に運命を握られていると予言され、1人目こそが廃妃尹氏であったことを知る。
王子は燕山君として次代王に即位し、母の処刑に関わった武官を指名手配したことでチョンスは逃亡生活を送る中、3人の女性の2人目であるミョンイと運命の出会いを果たし結婚。3人目の女性である娘チャングムを授かる。身分を隠して白丁の村に潜伏しながらも家族3人で幸せな生活を送っていたが、身分が露見し捕らえられてしまう。
パク・ミョンイ（朴明伊） - キム・ヘソン -（増子倭文江）
チャングムの実母。両班だがペギョンの家より貧しい家で育った。水剌間の女官だったが、チェ一族の陰謀を偶然知ってしまったため口封じとして無実の罪を着せられ、女官らの間で密かに毒を飲まされて処刑された。しかし親友ペギョンの機転で毒に解毒剤が混ぜてあったことで一命を取りとめる。川に流された先でソ・チョンスに救助され、回復後、一人放浪するが、後を付け見守っていたチョンスと恋に落ち、チャングムを産む。
甲子士禍で官憲に捕らえられたチョンスを追ってチャングムと漢陽を訪れるが、ミョンイが生きていたことを知ったチェ一族の放った刺客に襲われチャングムを庇い亡くなる。遺体はチャングムが洞窟に埋葬し、その墓は何度か物語の舞台となる。
チャンドク（長德） - キム・ヨジン -（冨永み〜な）
済州牧の首医女（スイニョ）。モデルは中宗より二代前の成宗実録に記載された実在した医女。
燕山君の治世に採紅史だった官僚によって両親を失い下男（奴婢）に育てられ復讐の為に内医院の医女になる。親の敵の官僚が済州島へ流刑になったことで済州島の医女となる。済州島に流刑となったチャングムと出会い、最初の方こそ彼女に希望を捨てて大人しく奴婢としての生活を送るように諭していたが、彼女に復讐を遂げさせるために医術を教える。その教え方は「この本を全部覚えなさい」「一度しか言わないから全部覚えなさい」という具合でそっけなく、それをひとつでも間違えると鞭で叩くという、周囲も同情するほどのスパルタ式である。
済州島在住中、内医院御医女（医女長）に推挙の話が来るが、宮仕えを嫌い固辞。床に伏せていた親の敵と会い、敵討ちとして報復するか医女としての使命を果たすかで揺れる。チャングムが医女となってからは都のトックの家に滞在し、診療所を開設する傍らたびたびチャングムを助けるが、その気の強さからトックの妻に口論で負けない唯一の人物でトックの妻が苦手にしている。
ユン・マッケ（尹莫介） - ナ・ソンギュン -（円谷文彦→横島亘）
大殿別監。ヨンノの叔父。オ・ギョモの部下として暗躍。下級役人ではあるが料亭を経営するほどの財産を持つ。後に免職になる。元は奴婢であったが、一度の告発で中人になった。別監(ピョルガム)とは、宮廷内の特定の業務の監督官のことで、科挙を経た正規の官僚ではなく、両班より低い身分でも就ける任命制の職である。品階は正九品または従九品。場合によっては無品(品階なし)。
パク・プギョム（朴普謙） - ハン・ヨンス -（岩田安生）
司饔院（サオンウォン）僉正 従四品から正三品堂上官。監賑御史（疫病対策の特使の名称）にもなる。オ・ギョモの腹心。後に免職の上、済州島に遠島になる。
内禁衛将（ネグミ ジャン）/曹#官制における曹 - イム・ムンス -（目黒光祐）
ドラマ前半でのチョンホの上司。王の信頼厚い高官だが、武官のため、政治に深入りすることは好まない。三浦の乱の功績によりチョンホを従事官にする。その後、兵曹判書ピョンジョパンソ[正二品]に昇進する。
成均館学田の朝鮮人参横流しから序々に判明した任務外のチェ一族とオ・ギョモの不正の解明を黙認するが、硫黄アヒル事件への巻き添えを怖れチョンホを一時監禁する。チャングムを追い官職を捨て済州島に渡ったチョンホに水軍万戸の官職を与える。
ピルトゥ - ソ・ボムシク -（川島得愛）
チェ・パンスルに仕える間者で武芸に長けている。パンスルの命令で医局長暗殺に赴くも、チョンホに気づかれ逃走する。その後、パンスルの財団に捜査が及ぶと追っ手を振り払うなどの検討を見せるが、追っ手の多さに御用となり、後に処罰を受ける。
チャン執事 - チャ・ユンフェ -（坂口進也）
パンスルの配下。パンスルと共に逃亡するが、捕えられる。
ノ尚宮（盧尚宮） - キム・ソウォン -（吉野佳子）
大妃殿至密尚宮（テビジョンチミルサングン、皇太后付きの尚宮）。かつての太平館（テピョンカン）の女官。当時、明国の使者に陵辱され、子を産んだ同僚の女官を「女官の掟」により無念にも自害させた過去を持つ。そして自害させた女官の遺児（ハンイ）を密かに女官として育てる。
チャングム達の女官試験の監督であり、「女官の掟」と自分の過去を伝えた翌日、職を辞して尼寺に入った。
ハンイ - イ・ウンジュ
ノ尚宮の娘。正確には養女で前述のノ尚宮の同僚の娘でお針子(針房内人)。料理試験と同時に行われた裁縫試験の課題「女官服を縫い上げること」の対象がチャングムだったため、試験中は同室となる。
尼寺に入るノ尚宮の為に饅頭汁を作ろうと、水剌間の料理試験会場からチャングムに配られていた小麦粉を盗み出した。チャングムに見咎められても返さないばかりか、駆けつけた見回りの兵からの返還要求をも拒絶、逆に「小麦粉は返さないが見逃して欲しい」と身勝手な要求を懇願。これにより小麦粉を失ったチャングムは代用品で饅頭を作る事になってしまい、結果的に（大妃によって撤回はされたものの）試験不合格及び宮中追放の寸前にまで追い込まれた。
その後、自身も試験課題であるチャングムの女官服を完成させている。
パク・クマン（朴亀萬） - イ・サンチョル -（清水明彦）
チャングムが済州島に流された時の済州島の将校（チャンギョ、下士官）。たびたび脱走を図るチャングムに振り回される。
有能とは言えない三枚目のキャラクターだが人がよく、済州島の水事情の悪さが病気を招いていることを心配しチャンドクと組んで雨水を利用できるようにする施設をこっそり造っている。一緒の機会は少ないが同じ三枚目のトックとは絶妙のコンビである。
医女試験の受験などでチャングムの世話を焼くが、情が移って離れ難くなってしまい、チャングムが都に戻ると同時にチョンホの配慮で都に異動になる（以後登場しない）。
ハン・ドンイク - ムン・フェウォン - （野島昭生）
済州島チェジュドの牧使(モクサ、地方の行政と軍事を司る長官)。チャンドクが宮中に呼ばれても断る為、その口実を作っている。
実はオ・ギョモが後ろ盾についており、チェ・パンスルが済州島にも商売を広げたきっかけの人物である。
お世辞にも住民思いの人物とは言い難く、倭寇の襲来にいち早く気付いたが、住民達を見捨てて逃げ出した。ほとぼりが冷めてから戻り、今から総攻撃を仕掛けようとしていたとうそぶいてチョンホを呆れさせる。
その後、自身は住民達を見捨てて逃げ出したにもかかわらず、倭寇の撃退を自分の手柄のように報告し、「奴婢(チャングム)が倭寇と内通したことを知り、隙を見て攻撃した」という偽の報告書を提出した。
しかし、皇后を通じて報告書の内容が嘘だった事が中宗に知られてしまい、中宗の怒りを買って罷免される。
インドン（引同） - ペク・ヒョンスク - （松熊明子）
チミルサングンとキミサングンを兼務。物語中盤以降は登場しないが、後にヨンシンから証拠となる書状を託され、太平館にいたソングムを解放した証言者として姿を現す。
パク・ミョンホン（朴明洪） - パク・ヨンテ -（富田耕生）
左賛成（チャチャンソン）従一品、右議政 正一品、そして左議政（チャイジョン） 正一品となる。ドラマ後半でのチョンホの上司。正義感が強く、彼と共に宮中の不正を糺そうとする。
チョンホには若い頃から目をかけてきたが、王がチャングムを自らの主治医に任命することについては、賛成するチョンホが当時の儒教的な常識からかけ離れた主張をすることで、政敵に格好の攻撃材料を与え、儒学者らを支持母体とする自らの政治グループ士林派が孤立してしまうことを恐れ、勲旧派と一緒になってチョンホを抑え込もうとした。
最終回でチョンホの身分が回復した後、全てを詫びて「これからも全力で職務にあたって欲しい」と励ました。
イ・グァンヒ（李光煕） - パク・ヨンジ -（佐々木勝彦）
左議政 正一品 兼 内医院都提調。守旧派の大臣。第44話で皇太后を動かせる人物として会話中に名前が出てくるが、実際にはオ・ギョモ失脚後登場する。チャングムとチョンホを宮中から追放しようと目論む。
王の腸閉塞を切開して治す方法を進言したチャングムを「王の体を傷つけようとする不届き者」と敵視し「お前だけは生涯をかけても許さない」とチャングムの目前で吐き捨てた。更に最終回ではチャングムを捕縛及び処断するための追手を差し向けた。
チョンホの副官 - オ・ヒョプ -（五十嵐明）※ただし何回も声優が交替している。
内禁衛でチョンホに仕えた、任務に忠実な武官。チョンホに従ってオ・ギョモらの秘密調査に参加し、硫黄アヒル事件が起きた温泉旅行においても、チョンホの指示で、命を狙うパンスルらからペギョンやチャングムを護衛する。
しかしその際に副官の身分を明かし、またオ・ギョモの政敵チョ・グァンジョの弟子だったこともあり、クミョンの必死の説得でパンスルらの謀略のターゲットから外されたチョンホの身代わりとして、謀略により罪を着せられ拷問で死亡する。
テサホン（大司憲） - キム・ヨンシク -（山野史人）
アヒル事件の関係者の再調査を担当する人物。
マ・ソック（馬石九）
病気の子ども。チョンホに凧を作ってもらう。
ミン・ソホン（閔笑憲） - チャン・ハリン -（宮本侑芽）
最終回に登場する、チャングムとチョンホの娘。チャングムの子供の頃によく似て、賢いが好奇心が強く、おてんばな女の子。実はソホン役のチャン・ハリンはチャングムのセンガッシ時代の同期生としても出演している。

## スタッフ
- 企画：チョ・チュンヒョン
- 脚本：キム・ヨンヒョン
- 演出：イ・ビョンフン
- タイトル制作：CG室（イ・ボンジェ、パク・ヨングク）
- 制作：MBC（韓国）
- 著作権表示：©2003-4 MBC

### 日本語版制作スタッフ

#### 吹き替え版
- 翻訳：張銀英
- 台詞：中村久世
- 調整：藤樫衛
- 効果：遠藤堯雄
- 演出：壺井正
- 日本語版プロデューサー：平塚輝雄（NHKエンタープライズ）、吹田健次郎（グロービジョン）
- 監修：朝倉敏夫（第1話〜第5話、第7話〜第21話、第23話〜第24話、第26話〜第54話）、ジョン・キョンファ（第1話〜第5話、第7話〜第9話、第11話〜第21話、第28話、第38話、第43話〜第44話）、寺澤捷年（第5話、第7話、第11話〜第12話、第14話、第21話、第27話〜第47話、第49話〜第54話）
- 日本語制作：NHKエンタープライズ／グロービジョン（株）
- 企画協力：MICO（株）国際メディア・コーポレーション
- 発行：NHKエンタープライズ
- 販売元：（株）バップ
- 配給：nep（地上波のみ）

#### 字幕版
- 翻訳：張銀英、瀧山奈都紀
- プロデューサー：石毛ミキ
- 制作統括：柴田亜樹、田中賢二
- 配給：nep

## 韓国国外での放送

### 日本
NHK-BS2が2004年10月7日から2005年10月27日まで毎週木曜日午後10時00分 - 放送していた韓国ドラマシリーズ放映（日本語吹き替え）の第4弾であり、NHKが初めて放送した韓国時代劇作品でもある。放送時にはラストに「チャングム豆辞典」が併映された。同コーナーはDVD-BOXの特典映像としても収録されている。
2005年7月に前半の第1-27話までを、2005年12月に後半の第28-54話が再びNHK-BS2で集中再放送され、2005年10月8日よりNHK総合でも毎週土曜日午後11時10分から放送が開始。時間枠の変更がありながらも2006年11月18日まで放送された。また、総集編が2006年末に放送され、2008年3月末に再放送された。2007年1月12日から2008年2月15日までカットシーンも含めたノーカット字幕版である「完全版」がNHK-BS2で毎週金曜日午後7時45分から放送開始した。
男性のファンも多く、実際、NHKに来るファンのメールの35%は30代から50代の男性ファンであるとされる。江田五月や志位和夫も同番組のファンである事を公言している。
このことがきっかけで、韓国の薬膳料理や東洋医学が広く日本で認知されるようになった。
2009年9月よりサミーからパチンコ機種『ぱちんこCR宮廷女官チャングムの誓い』を稼動開始した事に合わせて、7月21日から10月15日までTBSが関東ローカル枠にて再放送を行った。あわせて時間帯を変えて番組宣伝のため「チャングムの世界」および「美味しい韓国 맛있는 한국　～チャングムの愛した食材～」」のミニ番組を放送した。
2013年1月7日よりBSジャパンにて放送された。
2015年7月2日よりBS日テレでも放送された。
2019年9月11日よりAbemaTVでも放送された。
2024年6月19日よりテレビ東京でも放送された。
2024年11月28日よりBS日テレで放送中。

#### 総集編
全話を約5時間に編集、短縮したものであり、2006年にNHK総合にて放送された。2007年にDVDが発売されている。
| 回数  | サブタイトル   |
| ----- | -------------- |
| 第1回 | 運命の道       |
| 第2回 | 女官への道     |
| 第3回 | チェ一族の陰謀 |
| 第4回 | 医女への道     |
| 第5回 | わが道         |

#### 完全版
『チャングムの誓い』は1話ごとの収録時間が54分程度から1時間7分程度までと一定ではない。日本で最初に放送したKNTVはオリジナル全長版の字幕放送だったが、NHKでは編成が1時間に固定され、オリジナルに存在しない「前回のあらすじ」、次回予告と日本語版クレジットを付け加え、最初の数話と最終回を除いて1分半の「豆辞典」が併せて放送されるため、57分程度に収まらない殆どの回でカットシーンがある。
国内版ビデオ/DVDもNHKの放送と同じくカットされている（ただしNHKの放送で約10分の場面がカットされた最終回だけは、ビデオ/DVD国内版でも本編ノーカットの日本語版収録が実現した）。
ノーカット放送の要望が多く寄せられたため、NHK-BS2では2007年1月12日から2008年2月15日まで「完全版」と銘打ったノーカット字幕版が放送された。番組終了時間は各回ごとに異なるが、これはオリジナルの通りである。しかし、音声がモノラルである点やエンディングはオリジナル版と異なっている。また、完全版は一度の放送のみで、再放送、DVD化はされていなかったが、SkyparfcTV!「LaLaTV」にて、2008年12月より放送が始まった。
同局の韓国連続ドラマにおいてのノーカット字幕版の放送は、過去に『冬のソナタ』の例があった。

### 台湾・香港
台湾の八大電視 (GTV) では2004年7月から放送され、中国南部やマカオでも視聴されている香港無線テレビ (TVB) も2005年1月24日からゴールデン・アワーで放送を開始、最高視聴率は50%に達し、その年に放送されたテレビドラマの中でも有数の視聴率となった。香港紙『明報』はイ・ヨンエのことを王妃のような気品が漂っていると評した。2009年8月から中華電視（CTS）において再放送されている。

### 中国
中国においても湖南衛視が2005年9月1日により放送を始め、各メディアが連日盛んに取り上げて話題となった。胡錦濤当時中国の錫もこの作品のファンだったので、訪韓した当時イ・ヨンエが晩餐会に招待された。以前の韓国史劇ドラマで悪役のように出てくる場合もあった中国死神とは異なり、本作では名詞神がかなり肯定的に描かれたため好評する意見もあった。

### 東南アジア
タイでも結構人気を集めた。2014年タイ映画「Khid thueng withaya(The Teacher's Diary)」で他の学校に転勤するようになったヒロインが「済州島鬼陽間長今の心が理解が行く」と何の説明もなく言及するほど認知度があることが分かる。BLACKPINKのメンバーリサも大長今の熱血ファンだったと告白した。

### イラン
2003年に国内で放送されて大ヒットを記録した だけでなく、同国における韓国ドラマの認知度上昇のきっかけとなった。また朝鮮料理を食べる家庭が増加し、家事が上手な女性を形容する「ヤングムらしい」という造語も誕生した。

### 欧米・アフリカ
トルコでは国営放送であるTRT系チャンネルのひとつTRT 1（TRT 1）にて2008年1月から、トルコ語吹替版にて放送が開始された。ハンガリーでは同年1月時点でハンガリー語への吹替作業の最中であり、2月より放送予定であると報じられた。9か月後の同年10月、公共放送局MTV系チャンネルのひとつM 1（M1）にて放送された。他にも旧ユーゴの4か国（セルビア、ボスニア・ヘルツェゴビナ、モンテネグロ、マケドニア）でも輸出契約が締結されたと報道されている。
ジンバブエではZBC（Zimbabwe Broadcasting Corporation）にて放送開始直後に在ジンバブエ韓国大使館後援による視聴者クイズが行われ、約480万人から応募があった 他、北京オリンピック中継のために放送が中断された事に抗議電話が殺到し、オリンピック放送を中断して同番組を放送している。タンザニアやガーナでも放送が行われた。

## 関連番組
「チャングムの誓い大事典」
イ・ビョンフン監督、幼少時のチャングム役のチョ・ジョンウン、ミン・グィヨル（ミン尚宮）役のキム・ソイをゲストに迎え、VTRをもとに座談会を行う番組。他、宮廷料理の実演や主題歌の生披露等、全90分（BS2放送時）、全60分（総合テレビ放送時）。
「チャングムの誓いで学ぶ宮廷料理」
ドラマに登場する宮廷料理をハン・ペギョン（ハン尚宮）役のヤン・ミギョンが紹介する番組。各10分全12回。
「素顔のイ・ヨンエ」
主演女優イ・ヨンエのインタビュー。全20分。
「女優イ・ヨンエ チャングムからの出発」
主演女優イ・ヨンエの密着ドキュメント。全60分（BShi、BS2で放送）。
『少女チャングムの夢』（アニメーション）
韓国で放映されたアニメーション作品で、ドラマでは描かれていないチャングムの少女時代（本アニメ中の設定では12 - 14歳頃の見習い女官時代）を描いたテレビアニメ。日本では2006年4月8日よりNHK総合テレビ・NHKアニメ劇場の枠で放送された（全26話）。なお、この作品からNHKアニメ劇場の放送が土曜日19時30分からとなるので、ドラマ本編（チャングムの誓い）の前にアニメ（チャングムの夢）が放送される形となっていた。なお、このアニメ番組の日本への輸出金額は秘密であるが、「既存のアニメーション番組の3倍にのぼる価格」といわれている。
「第1部 失えない瞬間」（第55回放送枠特番/日本国内未放送）
本編の第1話から第54話までのダイジェスト版（総集編）。
「第2部 終わらない瞬間」（第56回放送枠特番/日本国内未放送）
撮影秘話、NG集等。（「チャングムの誓い大事典」のエンディングで一部放送。）

## CD・DVD

### CD
- チャングムの誓い オリジナル・サウンドトラック（日本版）全18曲。発売元はポニーキャニオン。

（日本盤には「オナラ」ボーナストラックが追加）
- 大長今OST（韓国版）全17曲

### 日本版
- 宮廷女官チャングムの誓い DVD-BOXI（第1話 - 第9話収録）
- 宮廷女官チャングムの誓い DVD-BOXII（第10話 - 第18話収録）
- 宮廷女官チャングムの誓い DVD-BOXIII（第19話 - 第27話収録）
- 宮廷女官チャングムの誓い DVD-BOXIV（第28話 - 第36話収録）
- 宮廷女官チャングムの誓い DVD-BOXV（第37話 - 第45話収録）
- 宮廷女官チャングムの誓い DVD-BOXVI（第46話 - 最終話収録）最終話のみノーカットで収録
- 宮廷女官チャングムの誓い 総集編

日本版はNHK通常版の放送と同様のものが収録されており、「完全版」の内容ではないので注意。発売元はバップ。

### 韓国版
- 大長今DVD 第一巻（第1話 - 第16話収録）
- 大長今DVD 第二巻（第17話 - 第32話収録）
- 大長今DVD 第三巻（第33話 - 第48話収録）
- 大長今DVD 第四巻（第49話 - 最終話収録）
- 大長今オールインワンDVD-BOX（全話収録、チムのおまけ付）
- 大長今DVD ハイライト版

## 関連書籍
- 『宮廷女官チャングムの誓い（上）』 ISBN 4812418887
- 『宮廷女官チャングムの誓い（中）』 ISBN 4812420741
- 『宮廷女官チャングムの誓い（下）』 ISBN 4812421756
- 『チャングム1 宮廷篇』キム・サンホン（著）、米津 篤八（翻訳）、ハヤカワ文庫NV、2004年10月 ISBN 4150410704
- 『チャングム2 追放篇』キム・サンホン（著）、米津 篤八（翻訳）、ハヤカワ文庫NV、2004年11月 ISBN 4150410720
- 『チャングム3 医女篇』キム・サンホン（著）、米津 篤八（翻訳）、ハヤカワ文庫NV、2005年1月 ISBN 4150410747

## 漫画
講談社「BE・LOVE」誌上で、三原陽子作画によるコミカライズが2006年第6号（3月15日号）より2006年第22号（11月1日号）まで連載された。なお、第3号（2月1日号）に「プレ連載」として第1話が掲載されていた。

## 舞台
- 2007年韓国MBC・PMCミュージカル大長今が初演。その後、中国で公演。

### スタッフ
脚本オ・ウニ
作曲チョ・ソンウ
演出ハン・ジンソプ
振付カン・オクスン
音楽監督ウォン・ミソル
舞台デザインソ・スクジン
衣装デザインイ・ヘラン
照明デザインミン・ギョンス
MBCプロデューサーチョン・ジュン、チョン・ジュンス
PMCプロデューサーソン・スンホァン、イ・グァンホ

### 日本版 (舞台)
日本では、この作品の舞台版が行われた。

#### スタッフ (日本版)
監修元生茂樹
脚本今井豊茂
演出西川信廣
制作松竹
上演日生劇場、御園座

#### キャスト (日本版)
ソ・ジャングム：菊川怜（幼少期：渡邉ひかる、谷下空蘭、田口新奈）
ミン・ジョンホ：山口馬木也
チェ・グミョン：貴城けい
中宗役：外山誠二
ハン・ペギョン、パク・ミョンイ：波乃久里子
チェ・ソングム：多岐川裕美
カン・ドック：佐藤輝
カン・ドックの妻：角替和枝
チョン・マルグム：前田美波里
パク・ヨンシン：駒塚由衣
イ・ヨンセン：有坂来瞳
チェ・パンスル：園岡新太郎
ユン・ヨンノ：石橋奈美
ピルトゥ：高杉勇次

## コマーシャル
この作品をモチーフとしたCMが多数作られている：
- 炊飯器（イ・ヨンエ、チェ・ジャヘ、チョ・ジョンウン出演）
- お菓子（ヨ・ウンゲ、パク・ウネ出演）
- 豆乳（ヤン・ミギョン、チョ・ジョンウン出演）
- 韓国国産牛（イム・ホ、チョ・ジョンウン出演）